# エフエム多摩放送
エフエム多摩放送株式会社（エフエムたまほうそう、FM Tama Broadcasting）は、東京都多摩市の一部地域を放送区域とする超短波放送（FM放送）をしていた一般放送事業者（現・民間特定地上基幹放送事業者）である。
エフエム多摩G-WIND（-たまジーウィンド）の愛称でコミュニティ放送をしていた。

## 概説
愛称のG-WINDのGとはエフエム多摩のイメージキャラクターであるヤマセミの英語名Greater Pied KingfisherとGreen（緑）の頭文字である。
FM多摩と表記されることもあった。
放送エリアは多摩市および周辺地域。
多摩川沿いの地域では条件にもよるが、西は昭島市、東は狛江市の和泉多摩川近辺での受信も確認され、東京多摩地区のほか神奈川県相模原市や川崎市の一部でも受信可能だった。
1995年（平成7年）5月31日、多摩市の主導で開局。多摩テレビ（TTV）およびUSENでも聴取可能だった。資本金は1億5,000万円で、多摩市、多摩商工会議所、京王電鉄が10パーセントずつ出資していた。
社員数の削減や番組制作費の抑制、広告収入の減少などで経営が不安定になり、また累積赤字が約4,500万円を計上したうえ老朽化した設備の更新が必要となったが、多摩市から新たな支援も得られないことから、2010年（平成22年）2月に3月31日をもって放送を終了し、会社を解散することが発表された。東京都内におけるコミュニティ放送局の閉局はこれが初である。
3月24日から1週間にわたり、閉局特別番組として特別編成を組み、3月31日24:00をもって15年近くにわたる歴史に幕を下ろし、翌4月1日9:21に停波した。

## スタジオ
京王線聖蹟桜ヶ丘駅下車徒歩1分程度、関戸公民館（ヴィータ聖蹟桜ヶ丘）向かいの桜ヶ丘Kビル 4Fに所在していた。
オフィスやスタジオはエレベータホールの目の前にあり、生放送中のスタジオの様子を見学したり、直接メッセージやリクエストを寄せたり、番組表やチラシを手に入れたり、またごく稀なことではあるが、風色の週末などの生放送に飛び入り出演出来ることもあった。

## 番組

### 2009年4月期

#### 自社制作

##### 生放送 / 自社制作番組
生放送の番組内では、多摩市以外にも稲城市・府中市・日野市・八王子市・立川市・国立市・町田市などの周辺市地域の情報や多摩地域の交通情報も提供していた。
これらの市ではエフエム多摩の放送が受信出来、リスナーも多かった。
- G-WIND LIVE Morning

月曜 - 金曜の 8:00 - 10:00
- G-WIND LIVE Afternoon

月曜 - 金曜の12:00 - 14:00
- G-WIND LIVE Evening

月曜 - 金曜の16:00 - 18:00
- 風色の週末 さくら通りへようこそ

土曜・日曜の9:00 - 12:00
11:00 - 11:30は曜日別コーナー。

###### 主なスポンサー付コーナー
- 京王チアフルモーニング

京王グループからのお知らせやイベントなどを音楽と共に放送している。以前生放送が11:00スタートの頃までは独立した番組だったが、改編時にコーナーに含まれることとなった。
- トヨタ西東京カローラハローマイタウン情報

トヨタ西東京カローラからのお知らせのほか、お店やイベントの告知など、如何なる情報でも無料で紹介してもらえた。
- いきいき多摩インフォメーション

洋楽と共に多摩市からのお知らせを放送している、たま広報のラジオ版とも言うべきコーナー。

##### その他
- ふるさと探訪

毎週火曜日 10:00 - 10:30
毎週市民をゲストに招いて、故郷にまつわる思い出を語ってもらうという内容。
- たまたまウォッチング

毎週水曜 10:00 - 10:30
多摩市が提供している、多摩市民の為の番組。
- ぶら〜り音楽堂

毎週水曜 10:30 - 11:00
シンガーソングライターの渋井リンネによる音楽番組。
- おんがく辞典

毎週木曜 10:00 - 10:30
パーソナリティ凌木智里による音楽番組。
- TEA for SWING

毎週金曜 10:00 - 10:30　再放送は毎週日曜 12:00 - 12:30
ジャズクラリネット奏者、谷口英治による、昼どきに合うジャズでくつろぐひと時。クラリネットの生演奏もあり。
- G-WINDフレンズ

毎週金曜 10:30 - 11:00
市民パーソナリティによる番組。
- カズさんのわいわいTAMAパーク

毎週金曜 20:00 - 20:30
カズさんこと大河原カズがメインDJを担当し、西とおる、椎名友希らと共に多摩地区を盛り上げていくバラエティ番組。通称『わいたま』。
- 多摩ふれあい交差点

毎週土曜 11:00 - 11:30（「風色の週末」内） 再放送は毎週月曜 10:30 - 11:00
コンノ弘詩がその時の話題をピックアップし、また様々なアーティストとの電話によるインタビューを行う。過去にイルカや、森山良子、夏川りみなどが出演したこともある。
- 多摩の歳時記

毎週日曜 11:00 - 11:30（「風色の週末」内）・再放送は毎週月曜日 10:00 - 10:30
パーソナリティ前岡洋子が峯岸松三氏に多摩の昔の人々の暮らしぶり等を紹介してもらう。2006年9月17日（日曜日）には落合白山神社の拝殿で公開録音イベントを行った。
2007年1月4日付けの読売新聞多摩版では、連載企画「40歳のニュータウン」で多摩の歳時記が記事に取り上げられた。これは、読売新聞の峯岸松三への取材と、番組の収録日（2006年11月26日放送分）が偶然重なったからだった。
- 松本佳子のラブリージャズ

第1金曜日 18:00 - 19:00放送（2007年3月2日より）
松本英彦の夫人、松本佳子のジャズ番組。
- Winds Access

第4金曜 18:00 - 19:00放送
管楽器を切り口に音楽を幅広く見渡す。ビッグバンドジャズや吹奏楽ファン向けの番組。

#### 複数局ネット番組
- 齋藤惣一朗のハートフルタイム

毎週土曜 21:00 - 22:00放送
ラジオ3制作によるトーク&音楽番組。エフエム多摩を含む全国のコミュニティ放送局数局をネットして放送していた。
- 50過ぎたら聴きたいラジオ

毎週火曜 10:30 - 11:00放送
クーペ＆Shifoによるトーク&音楽番組。エフエム多摩を含むラジオ数局で放送されている。

### 過去に放送されていた番組
- 花ラジオ

2006年9月末までの毎週月曜 10:30 - 11:00（「G-WINDLIVE HOTSIDE」内） 再放送は毎週日曜 14:30 - 15:00
季節に応じてガーデニングに関する情報を提供していた。
- RED CROSSとビリケン

2005年12月頃までの毎週日曜 17:00 - 17:30放送
日本赤十字社の提供でビリケンらが献血への正しい理解を広めるという内容。SHIBUYA-FM制作で東京都内のコミュニティ放送局をネットしていた。ビリケンの項も参照のこと。
- 多摩川リバーサイドネットワーク

2006年3月末までの毎週金曜8:20からの10分程度のコーナー。
多摩川沿岸のコミュニティエフエム3局（かわさきエフエム・調布エフエム・エフエム多摩）の共同制作で、それぞれのパーソナリティが地元の催し物などの情報を交わした。

### ミュージックバードの番組
自社制作番組のほか、ミュージックバードの制作、配信番組も放送していた。

#### ミュージックバード・コミュニティチャンネル
- あの頃青春グラフィティ（FM世田谷制作）
- おはようサタデー
- おはようサンデー
- 石塚恵子のSOMETHING 4 Sunday

ほか多数。

#### ミュージックバード・ザ・ジャズ
- ターンテーブルの夜
- JAZZ SPECIAL WORKS
- JAZZ NIGHT
- SWING EASY

ほか多数。

### 特別公開生放送
- グリナード永山30周年記念祭イベント

2004年10月2日・3日 11:00 - 14:00放送
グリナード永山の30周年を記念して、つばさ広場に臨時サテライトスタジオが設置され、生放送が行われた。
- 風色の週末 アレアレアへようこそ

2005年5月28日 11:00 - 14:00放送
同年4月8日、立川駅南口にオープンしたばかりの大型商業複合施設アレアレアの2号館3Fにあるラーメンスクエアより放送。

## パーソナリティ

### 2009年4月時点
- 秋山雅子
- 岩下賢一郎
- 大花薫
- 沖美奈
- 小林菜穂美
- コンノ弘詩
- 凌木智里
- 渋井リンネ
- 白鳥由美子
- 谷口英治 - ジャズクラリネット奏者。
- 寺内夏樹
- 波多野直彦 - The Wind Wave 指揮者。
- 前岡洋子
- 増田みつ枝
- 水野紅子
- 吉野麻子
- 松本佳子 - サックスプレイヤー 松本英彦夫人。
- 杉山俊輔
- 尾形美保子
- 堀越美穂
- 田中俊雄

（2009年4月現在）

### 2009年以前
- 青木寅雄
- 五十嵐亨
- 伊藤さとり
- 片野晴道
- 香月よう子
- 川井真紀
- 斉木彩
- 坂本洋
- 桜井裕子
- 白鳥くみ
- 田家伊都子
- 田中誠司
- 原田歩
- 原つとむ
- みつい健一
- 村岡華江
- 森山真由美
- 吉江未矢
- 吉澤美穂
- 若菜ひろこ
- 大海吾郎
- わたる
- 原田克也

などほか多数。

## 主催ライブ
年に数回、エフエム多摩主催のライブイベントが京王聖蹟桜ヶ丘ショッピングセンター内のアウラホールで行われた。毎回1組のアーティストを招いた。ライブの内容は後日特別番組として放送された場合が多かった。また再放送もおこなわれた。

### 過去に出演したアーティスト
- 2004年7月6日 THE FLAMES
- 2004年9月24日 TRIO LIBERTED
- 2005年1月31日 THE FLAMES
- 2005年3月30日 松本英彦メモリアル Live
- 2005年6月29日 金城広子
- 2005年9月15日 THE FLAMES
- 2005年11月29日 ミッシェル（廣田龍人ら）
- 2006年3月22日 THE FLAMES
- 2006年7月6日 黒沢祐一・一城みゆ希
- 2006年10月11日 THE FLAMES
- 2007年2月5日 The Wind Wave
- 2008年3月18日 THE FLAMES

## 100万人参加キャンペーン
エフエム多摩開局当初に多摩地域に住む100万人の人々に番組出演してもらおうと発足したキャンペーン。キャンペーン終了後も、当時の名残で100万人参加キャンペーンのCMが放送されていた。

## ジングル
生放送中はCM入りと明けにジングルが流れていた。1クール毎に替わり、12月頃はクリスマスを意識させるものになっていた。
その他の時間帯は毎時末に30秒のジングルがあり、大きく分けて日中用と夜間用の2種類、更に夜間用は女性ボーカルの有無に分かれていた。

## オリジナル商品
- ステッカー

非売品。10.5×22cm程度の大きさで、周波数の「77.6MHz」とロゴが描かれたものを配布していた。
- Tシャツ

白地に前面は小さく、背面は大きくロゴが入っている。スタジオにて発売。Lサイズのみ発売していた。